# Гаспорт (Нью-Йорк)
Гаспорт (англ. Gasport) — переписна місцевість (CDP) в США, в окрузі Ніагара штату Нью-Йорк. Населення — 1296 осіб (2020).

## Географія
Гаспорт розташований за координатами 43°11′44″ пн. ш. 78°34′36″ зх. д. / 43.19556° пн. ш. 78.57667° зх. д. (43.195577, -78.576765).  За даними Бюро перепису населення США в 2010 році переписна місцевість мала площу 7,56 км², з яких 7,43 км² — суходіл та 0,13 км² — водойми.

## Демографія
Згідно з переписом 2010 року, у переписній місцевості мешкало 1248 осіб у 477 домогосподарствах у складі 328 родин. Густота населення становила 165 осіб/км².  Було 519 помешкань (69/км²).
Расовий склад населення:
| - 96,6 % — білих - 0,6 % — корінних американців - 0,6 % — чорних або афроамериканців - 0,3 % — азіатів |

До двох чи більше рас належало 1,2 %. Частка іспаномовних становила 1,3 % від усіх жителів.
За віковим діапазоном населення розподілялося таким чином: 22,3 % — особи молодші 18 років, 58,8 % — особи у віці 18—64 років, 18,9 % — особи у віці 65 років та старші. Медіана віку мешканця становила 43,2 року. На 100 осіб жіночої статі у переписній місцевості припадало 89,7 чоловіків;  на 100 жінок у віці від 18 років та старших — 87,6 чоловіків також старших 18 років.
Середній дохід на одне домашнє господарство  становив 45 228 доларів США (медіана — 46 347), а середній дохід на одну сім'ю — 58 212 долари (медіана — 52 390). За межею бідності перебувало 11,7 % осіб, у тому числі 0,0 % дітей у віці до 18 років та 25,3 % осіб у віці 65 років та старших.
Цивільне працевлаштоване населення становило 535 осіб. Основні галузі зайнятості: виробництво — 39,3 %, освіта, охорона здоров'я та соціальна допомога — 22,2 %, будівництво — 13,5 %, роздрібна торгівля — 11,0 %.